# 阿德里安娜·利昂
阿德里安娜·利昂（英語：Adriana Leon，1992年10月2日—），加拿大職業女子足球运动员，司職中场，現效力國家女子足球聯賽球隊聖地牙哥波浪。她曾代表加拿大国家队参加2020年夏季奥林匹克运动会足球比赛，获得一枚金牌。